# Krisbearbetning
Krisbearbetning (engelska: debriefing) är en form av bearbetning med syfte att minska stressreaktionerna efter ett trauma (posttraumatiskt stressyndrom) samt påskynda återhämtningsprocessen. Man går även igenom om patienten är i behov av ytterligare hjälp. Man tror att ju tidigare som personen får hjälp efter traumat, desto lägre är risken för att utveckla varaktiga psykiska besvär. Det finns olika varianter av krisbearbetning och Mitchells modell (också kallad CISD) för krisbearbetning består av sju faser; introduktion, fakta, tanke, känslor, symtom, undervisning samt avslutning. Den bör hållas en till tre dagar efter en traumatisk händelse. Oftast handlar det om ett möte som varar i två till tre timmar. Antalet deltagare bör vara max 12 st och alla ska vara kvar under hela samtalet.
När det gäller traumatiska händelser skiljer man på primärt drabbade (de som var direkt inblandade), sekundärt drabbade (räddnings-, insats- och utryckningspersonal), tertiärt drabbade (vittnen till händelsen) och övriga drabbade (anhöriga och kollegor till primärt drabbade, de som nästan blev drabbade, med flera).
Krisbearbetning utvecklades av Mitchell och Everly för arbete med sekundärt drabbade

## Kritik
Sedan slutet av 1990-talet har krisbearbetning ifrågasatts. I studier har man bland annat funnit att ensessionskrisbearbetning inte kan visas förebygga posttraumatisk stressproblematik. Man har även funnit att krisbearbetning i många fall inneburit en återupprepning av den traumatiska upplevelsen för de drabbade. Man talar om en retraumatisering. I alltför heterogena grupper, sammansatta av personer med olikartade upplevelser av en händelse, har krisbearbetning kunnat traumatisera dem som inte var så hårt drabbade genom att de fått lyssna till detaljerade och obehagliga upplevelser från de mer direkt drabbade. I detta fall talar man om en sekundärtraumatisering. Dessa och andra fynd har bidragit till att de rekommendationer som idag ges av nationella expertcentra, exempelvis NICE (National Institute for Health and Clinical Excellence) i England, inte inkluderar regelmässig krisbearbetning. Användningen av krisbearbetning för primära, tertiära och övriga drabbade är det som mest ifrågasätts där det i stället ses som önskvärt med "Screen and Treat", vilket innebär att traumatiserade personer bedöms, och endast de som uppvisar tecken på posttraumatiskt stressyndrom eller andra posttraumatiska besvär, som till exempel depression, ska behandlas.